# Янь, Кэти
Кэти Янь (род. 25 января 1983, Китай) — американский кинорежиссёр, сценарист и продюсер китайского происхождения. Известна по фильмам «Мёртвые свиньи» (2018) и «Хищные птицы: Потрясающая история Харли Квинн» (2020).

## Биография
Кэти Янь родилась в 1986 году в Китае, до 14 лет жила в окрестностях Вашингтона. Именно в это время она начала интересоваться кино. В 14 лет Янь вместе с семьей переехала в Гонконг, где выросла и познакомилась с американской и китайской культурой.
В 2008 году Янь окончила Принстонскую школу общественных и международных отношений Принстонского университета, получив степень бакалавра искусств. Затем она работала журналистом в таких журналах, как Los Angeles Times и The Wall Street Journal, в 2016 году окончила Tisch School of the Arts Graduate Film Programme.
В 2013 году, ещё будучи студенткой, Янь работала над своим первым короткометражным фильмом «Последняя ночь».
Полнометражный дебют Янь состоялся в 2018 году с выходом в прокат фильма «Мёртвые свиньи», вдохновлённым инцидентом 2013 года, когда 16 000 мертвых свиней плыли вниз по реке Хуанпу в Шанхае. «Мёртвые свиньи» получили специальный приз жюри на кинофестивале «Сандэнс» в том же году. Это был первый раз, когда она привлекла к себе внимание киноиндустрии. Янь сняла фильм «Хищные птицы: Потрясающая история Харли Квинн», который вышел на экраны 7 февраля 2020 года. Это восьмой фильм в Расширенной вселенной DC. Она — третья женщина-режиссёр, ставшая частью вселенной DC. Никогда прежде режиссером фильмов DC не была женщина-азиатка.
С 2020 года Ян работает над своим третьим фильмом Sour Heart для американской кинопроизводственной компании A24.
В 2021 году Янь сняла эпизод «Разрушение» драматического сериала HBO «Наследники», за который была номинирована на премию «Эмми» за лучшую режиссуру драматического сериала.

## Фильмография
| Год  | Русское название                              | Оригинальное название | Режиссёр | Сценарист | Продюсер | Примечания |
| ---- | --------------------------------------------- | --------------------- | -------- | --------- | -------- | ---------- |
| 2018 | Мёртвые свиньи                                | Dead Pigs / 海上浮城  | Да       | Да        |          |            |
| 2020 | Хищные птицы: Потрясающая история Харли Квинн | Birds of Prey         | Да       |           |          |            |
| 2026 | Галеристка                                    | The Gallerist         | Да       | Да        |          |            |